# AGマガジン
AGマガジンは、エンターブレインが発行していた季刊のアナログゲーム専門誌である。しかし、実際にはわずか2号で休刊したため、季刊誌としても成り立っているとはいいがたい。定価は2号とも880円。ムック扱いである。
タイトルの「AG」は、編集後記によると「アクティブゲーム（Active Game）」の略となっている。

## AG Magazine 2002 Summer
2002年8月発行。トレーディングカードゲームの乱立期に創刊された。
ライトユーザー向けに徹底したためか、特定ゲームの攻略情報やカードリストなど一切なく、ほとんどが有象無象のゲームの紹介記事（1ページ～4ページ）で占められている。（ただし、自社製であるMCTCG『妖精伝承』のみは多めに扱っている）。
製品紹介に重点をおいたこのような編集の仕方は同社のファミ通などを代表とするコンピュータゲーム雑誌を強く意識したためのようである。他にも「TCG売上ランキング」などコンピュータゲーム雑誌の定番記事のアナログゲーム版というべきものが多数あった。
トレーディングカードゲームの「紹介用ゲームカタログ」としての完成度はそれなりに高く、マイナーなゲームであってもとりあえず紹介されていた。
トレーディングカードゲーム専門誌ではないということは強調されていたものの、テーブルトークRPGやボードゲームの記事は総計で十数ページ程度しかなく（これも全て1、2ページの紹介記事）、実際には「TCGマガジン」と言った方が通じるような内容であった。
表紙は一見雑誌と関係のなさそうな「アーケードゲーマーふぶき」が使用されているが、これは自社製品MCTCG『妖精伝承』に数枚、同名作品のキャラが使用され、またこの号に付録として同イラストのプロモカードが付属しているため。

## AG Magazine 2002 Autumn
2002年11月発行。基本的なコンセプトは創刊号と同じく「カタログ雑誌」ではあるが、記事は創刊号に比べるとかなり濃いものになっており、ただ多くの数のゲームを同じように紹介するのでなく、自社製でないものでも特定のいくつかのゲームについては深く紹介し、逆にその他のゲームについてはよりあっさりと少数ページで紹介するという、ゲームごとの差別化が見られた。
トレーディングカードゲーム以外のジャンルのアナログゲームをより多く扱うようになってきており、るボードゲーム『プエルトリコ』の紹介がフルカラーのルールサマリーとともに掲載されたりもした。
また3号ではテーブルトークRPGのリプレイ連載も企画されていた。
表紙はブロッコリー製品『アクエリアンエイジ』のプロモカード『魔法少女』（イラストはぽよよん♥ろっく）。ただ夏号と違い、同イラストのカードが付録になっていたわけではない。

## 休刊後の経緯
3号は2003年春に発売と告知されたものの、発行されていない。
AGマガジンの編集を担当していた株式会社アークライトは、この数ヵ月後に新紀元社から発行されたテーブルトークRPG雑誌『Role&Roll』の編集に携わる。このRole&Roll誌は、自社販売ゲームに限らず多くのメーカーのゲームを紹介していること、ボードゲームのレビュー記事が豊富なことなどより、AGマガジンの後継と見なされることもある。
なお、3号での掲載が予告されていたアルシャードのリプレイ「オーディンの槍」は、ゲーマーズ・フィールド別冊にて収録された（後に文庫として出版）。
トレーディングカードゲームについては、ゲームぎゃざがマジック:ザ・ギャザリングの専門攻略誌の位置から、総合的にトレーディングカードゲームを扱う雑誌にシフトしたため、AGマガジンで目指されていたゲームカタログ的な需要はそちらに移っていった。